# Manşūrīyeh-ye Seh
Manşūrīyeh-ye Seh (persiska: منصوریّه سه) är en ort i Iran.   Den ligger i provinsen Khuzestan, i den centrala delen av landet, 500 km söder om huvudstaden Teheran. Manşūrīyeh-ye Seh ligger 26 meter över havet och antalet invånare är 222.
Terrängen runt Manşūrīyeh-ye Seh är mycket platt. Runt Manşūrīyeh-ye Seh är det ganska tätbefolkat, med 144 invånare per kvadratkilometer. Närmaste större samhälle är Veys, 2,7 km söder om Manşūrīyeh-ye Seh. Omgivningarna runt Manşūrīyeh-ye Seh är i huvudsak ett öppet busklandskap.